# Al-Huwajz
Al-Huwajz (arab. الحويز) – miejscowość w Syrii, w muhafazie Hama. W 2004 roku liczyła 2395 mieszkańców.